# Syndecan-2
Syndecan-2‏ (Syndecan 2) هوَ بروتين يُشَفر بواسطة جين Syndecan-2 في الإنسان.